# Become You
Become You è l'ottavo album in studio del duo musicale statunitense Indigo Girls, pubblicato nel 2002.

## Tracce
1. Moment of Forgiveness – 3:13 (Amy Ray)
2. Deconstruction – 4:15 (Emily Saliers)
3. Become You – 3:46 (Ray)
4. You’ve Got to Show – 4:44 (Saliers)
5. Yield – 2:48 (Ray)
6. Collecting You – 4:31 (Saliers)
7. Hope Alone – 3:56 (Saliers, Annie Roboff)
8. Bitterroot – 2:46 (Ray)
9. Our Deliverance – 4:12 (Saliers)
10. Starkville – 4:22 (Ray)
11. She's Saving Me – 5:04 (Saliers)
12. Nuevas Señoritas – 4:34 (Ray)